# Дмитровское (Пологовский район)
Дмитровское (укр. Дмитрівське) — село,
Семёновский сельский совет,
Пологовский район,
Запорожская область,
Украина.
Код КОАТУУ — 2324285702. Население по переписи 2001 года составляло 40 человек.

## Географическое положение
Село Дмитровское находится в балке Отришкова, по которой протекает пересыхающий ручей с запрудами.
На расстоянии в 1 км расположено село Новая Дача.
Рядом проходит железная дорога, станция Кирилловка в 6-и км.

## История
- 1799 год — дата основания.